# Eungbongsan
Eungbongsan är ett berg i Sydkorea. Det ligger i den östra delen av landet, 210 km öster om huvudstaden Seoul. Toppen på Eungbongsan är 1 000 meter över havet, eller 465 meter över den omgivande terrängen. Bredden vid basen är 6,2 km. Eungbongsan ingår i T'aebaek-sanmaek.
Terrängen runt Eungbongsan är huvudsakligen lite bergig. Runt Eungbongsan är det ganska tätbefolkat, med 60 invånare per kvadratkilometer. I omgivningarna runt Eungbongsan växer i huvudsak blandskog.